# Agnes Metcalfe
 Agnes Edith Metcalfe (* 1870 in Wisbech, Cambridgeshire, England; † 6. November 1923 in Bath, England) war eine britische Schulleiterin, Schriftstellerin, Frauenrechtlerin und Pionierin in der Ausbildung von Mädchen. Sie war 1892 eine der ersten Frauen, die einen externen Bachelor of Science von der University of London erhielt.

## Leben und Werk
Metcalfe wurde als jüngste der drei Töchter des Gerichtsschreibers Frank Metcalfe und seiner Frau Judith geboren. Sie wurde am Cheltenham Ladies' College bis zu ihrem Abschluss 1892 ausgebildet, der in einem externen Bachelor of Science der University of London bestand. Anschließend wurde sie Lehrerin und 1897 wurde sie zur Schulleiterin der Stroud Green School in Nord-London ernannt. 1905 wurde sie die erste Schulleiterin der neuen Sydenham County Council School. 1907 wurde sie Schulinspektorin der Sekundarschulen und reiste im Auftrag seiner Majestät durch England. Sie schrieb Artikel über die Bildung für Mädchen und mehrere Bücher. Ihre drei Chroniken der Wahlrechtsbewegung erschienen während des Ersten Weltkriegs, die letzte unmittelbar danach 1919 mit dem Titel „At Last“. Ihr Buch Woman's Effort von 1917 ist eine Chronik des fünfzigjährigen Kampfes britischer Frauen um die Staatsbürgerschaft (1865–1914) und protestiert gegen die Zwangsernährung von Frauen in Gefängnissen. Das Vorwort ihres 1918 erschienenen Buches „Woman: A Citizen“ wurde von Beatrice Webb geschrieben, einer führenden Sozialreformerin und Mitbegründerin der London School of Economics. Metcalfe schrieb auch ein Kinderbuch über einen Hund „Memoirs of a Mongrel“. Aus ihrem Nachlass wurden Metcalfe-Stipendien für Frauen an der London School of Economics eingerichtet, die an weibliche Doktoranden vergeben wurden.

## Veröffentlichungen
- Woman's Effort: A Chronicle of British Women's Fifty Years Struggle for Citizenship, 1865–1914, (Classic Reprint), 2017, ISBN 978-1-331-93536-0
- Woman, a Citizen; 2012, ISBN 978-1-150-05339-9